# Momperone
Momperone – miejscowość i gmina we Włoszech, w regionie Piemont, w prowincji Alessandria.
Według danych na styczeń 2010 gminę zamieszkiwało 218 osób przy gęstości zaludnienia 25,4 os./1 km².